# Falsestoloides mexicana
Falsestoloides mexicana là một loài bọ cánh cứng trong họ Cerambycidae.